# Андреев, Евгений Васильевич
Евге́ний Васи́льевич Андре́ев (1936—2011) — машинист локомотивного депо станции Казатин Юго-Западной железной дороги, Герой Социалистического Труда.

## Биография
Родился в городе Казатин Винницкой области (Украинская ССР) в семье рабочего. Русский. В 1953 году окончил 7 классов, а в 1955 — Казатинское железнодорожное училище № 2. Работал кочегаром паровоза.
В 1957 году призван на службу в Советскую армию. Службу проходил в должности механика-водителя тягача в пушечной артиллерийской бригаде, которая дислоцировалась на острове Сахалин. В 1959 году вернулся на родину, работал в паровозном депо станции Казатин-1. В 1960 году поступил в Киевский техникум железнодорожного транспорта. После его окончания в 1962 году работал в паровозном депо станции Жмеринка, с октября того же года — помощником машиниста паровоза в паровозном депо станции Казатин-1 Юго-Западной железной дороги. В 1967 году получил допуск на право самостоятельного управления паровозом, тепловозом и электровозом.
С 1968 года — машинист тепловоза, а затем — электровоза. Одним из первых начал водить большегрузные составы.
Указом Президиума Верховного Совета СССР от 3 июля 1986 года за выдающиеся успехи, достигнутые при выполнении заданий одиннадцатой пятилетки и социалистических обязательств по перевозкам народнохозяйственных грузов и пассажиров и проявленную трудовую доблесть, Андрееву Евгению Васильевичу присвоено звание Героя Социалистического Труда с вручением ордена Ленина и медали «Серп и Молот».
С 1992 года — на пенсии.
Умер 27 марта 2011 года. Похоронен на кладбище села Казатин Казатинского района Винницкой области (Украина).

## Общественная деятельность
Делегат XXVII съезда КПСС (26 февраля — 6 марта 1986).

## Награды
- Почётный железнодорожник (1983);
- Заслуженный работник железнодорожного транспорта Украинской ССР (1985);
- орден Ленина;
- орден Трудового Красного Знамени;
- орден «Знак Почёта»;
- медаль «За трудовое отличие».